# Uruguay en la Copa Mundial de Fútbol Sub-20 de 2015
La Selección de Uruguay fue uno de los 24 equipos participantes en la Copa Mundial de Fútbol Sub-20 de 2015, torneo que se llevó a cabo entre el 30 de mayo y el 20 de junio de 2015 en Nueva Zelanda.
En el sorteo la Selección de Uruguay quedó emparejada en el Grupo D junto con México, Malí y Serbia.

## Preparación
Uruguay clasificó a la Copa Mundial, luego de terminar en tercer lugar en el Campeonato Sudamericano Sub-20.
Disputó 7 partidos amistosos, de los cuales ganó 2, empató 1 y perdió 4.
En este proceso, se incluyeron nuevos jugadores, estos fueron: Mathías Olivera, Guillermo Fratta, Facundo Mallo, Facundo Rodríguez, Emiliano Ghan, Cristian González, Marcelo Saracchi, Rodrigo Bentancur y Diego Poyet.

### Partidos amistosos
| Fecha               | Lugar      |            |                       | Resultado |                     |          |
| ------------------- | ---------- | ---------- | --------------------- | --------- | ------------------- | -------- |
| 26 de marzo de 2015 | Paris      | Francia    | Bandera de Francia    | 1:1       | Bandera de Uruguay  | Uruguay  |
| 29 de marzo de 2015 | Tocha      | Uzbekistán | Bandera de Uzbekistán | 1:0       | Bandera de Uruguay  | Uruguay  |
| 31 de marzo de 2015 | Coímbra    | Portugal   | Bandera de Portugal   | 3:0       | Bandera de Uruguay  | Uruguay  |
| 11 de mayo de 2015  | Maldonado  | Uruguay    | Bandera de Uruguay    | 1:2       | Bandera de Honduras | Honduras |
| 13 de mayo de 2015  | Montevideo | Uruguay    | Bandera de Uruguay    | 5:0       | Bandera de Honduras | Honduras |
| 20 de mayo de 2015  | Hamilton   | Uruguay    | Bandera de Uruguay    | 0:1       | Bandera de Panamá   | Panamá   |
| 24 de mayo de 2015  | Auckland   | Ucrania    | Bandera de Ucrania    | 1:2       | Bandera de Uruguay  | Uruguay  |

## Jugadores
Luego del último partido amistoso disputado en Uruguay, Fabián Coito dio la lista definitiva de 21 jugadores para jugar el Mundial.
De los que tuvieron su primera oportunidad luego del Campeonato Sudamericano Sub-20, quedaron Cristian González, jugador local de Danubio que debutó en primera división en marzo y de inmediato se afianzó a nivel local e internacional por la Copa Libertadores; Marcelo Saracchi, jugador de las inferiores de Danubio y capitán de la selección de Uruguay Sub-17 que jugó en marzo el Campeonato Sudamericano en Paraguay; y Diego Poyet, jugador del West Ham con experiencia en el fútbol europeo y que está acostumbrado al clima de la región. Además, Kevin Méndez, jugador de Roma, cedido al Perugia, tuvo una nueva oportunidad con la selección luego de ser parte de la Sub-15 y Sub-17, ya con experiencia europea.
Datos correspondientes a la situación previa al torneo.

## Participación

### Fase de grupos

#### Fecha 1
| 31 de mayo de 2015, 16:00                | Uruguay     | 1:0 (0:0) | Serbia | Forsyth Barr Stadium, Dunedin                         |                                                       |
|                                          | Pereiro 56' | Reporte   |        | Asistencia: 6.048 espectadores Árbitro(s): Ryuji Sato | Asistencia: 6.048 espectadores Árbitro(s): Ryuji Sato |
| Video resumen oficial: Uruguay vs Serbia |             |           |        |                                                       |                                                       |

#### Fecha 2
| 3 de junio de 2015, 16:00                | México                       | 2:1 (0:0) | Uruguay    | Forsyth Barr Stadium, Dunedin |                            |
|                                          | Lozano 71' · Gutiérrez 90+2' | Reporte   | Suárez 84' | Árbitro(s): Ovidiu Haţegan    | Árbitro(s): Ovidiu Haţegan |
| Video resumen oficial: México vs Uruguay |                              |           |            |                               |                            |

#### Fecha 3
| 6 de junio de 2015, 16:00              | Malí       | 1:1 (1:1) | Uruguay    | Waikato Stadium, Hamilton                                   |                                                             |
|                                        | Traoré 43' | Reporte   | Acosta 16' | Asistencia: 6791 espectadores Árbitro(s): Artur Soares Dias | Asistencia: 6791 espectadores Árbitro(s): Artur Soares Dias |
| Video resumen oficial: Mali vs Uruguay |            |           |            |                                                             |                                                             |

| Equipo  | Pts | PJ | PG | PE | PP | GF | GC | Dif |
| ------- | --- | -- | -- | -- | -- | -- | -- | --- |
| Serbia  | 6   | 3  | 2  | 0  | 1  | 4  | 1  | 3   |
| Uruguay | 4   | 3  | 1  | 1  | 1  | 3  | 3  | 0   |
| Malí    | 4   | 3  | 1  | 1  | 1  | 3  | 3  | 0   |
| México  | 3   | 3  | 1  | 0  | 2  | 2  | 5  | -3  |

### Fase final

#### Octavos de final
| 11 de junio de 2015, 19:30 | Brasil                                    | 0:0 (0:0, 0:0) (t. s.)(0:0 t. s.)(5:4 p.) | Uruguay                                     | Yarrow Stadium, Nueva Plymouth                       |                                                      |
|                            |                                           | Reporte                                   |                                             | Asistencia: 4378 espectadores Árbitro(s): István Vad | Asistencia: 4378 espectadores Árbitro(s): István Vad |
|                            |                                           | Tiros desde el punto penal                |                                             |                                                      |                                                      |
|                            | Pereira · Lucão · Danilo · Jaja · Gabriel |                                           | Arambarri · Amaral · Poyet · Acosta · Lemos |                                                      |                                                      |

## Estadísticas

### Generales
| Pts | PJ | PG | PE | PP | GF | GC | Dif | Resultado |
| --- | -- | -- | -- | -- | -- | -- | --- | --------- |
| 5   | 4  | 1  | 2  | 1  | 3  | 3  | 0   | 12º       |

### Goleadores
| Jugador        | Goles | Jugada | Cabeza | T. libre | Penal |
| -------------- | ----- | ------ | ------ | -------- | ----- |
| Franco Acosta  | 1     | 0      | 1      | 0        | 0     |
| Gastón Pereiro | 1     | 1      | 0      | 0        | 0     |
| Mathías Suárez | 1     | 1      | 0      | 0        | 0     |

### Asistencias
| Jugador        | Asistencias |
| Facundo Castro | 1           |
| Ramiro Guerra  | 1           |
| -------------- | ----------- |

### Participación de jugadores
| #  | Pos        | Jugador          | PJ | Minutos Jugados | Goles recibidos | Arco en cero | Tarjetas Amarillas | Doble Tarjeta Amarilla y Roja | Tarjetas Rojas |
| -- | ---------- | ---------------- | -- | --------------- | --------------- | ------------ | ------------------ | ----------------------------- | -------------- |
| 1  | Guardameta | Thiago Cardozo   | 0  | 0               | 0               | 0            | 0                  | 0                             | 0              |
| 12 | Guardameta | Gastón Guruceaga | 4  | 390             | 3               | 2            | 0                  | 0                             | 0              |
| 21 | Guardameta | Michel Tabárez   | 0  | 0               | 0               | 0            | 0                  | 0                             | 0              |

| #  | Pos            | Jugador            | PJ | Minutos Jugados | Goles | Asistencias | Tarjetas Amarillas | Doble Tarjeta Amarilla y Roja | Tarjetas Rojas |
| -- | -------------- | ------------------ | -- | --------------- | ----- | ----------- | ------------------ | ----------------------------- | -------------- |
| 2  | Defensa        | Agustín Ale        | 0  | 0               | 0     | 0           | 0                  | 0                             | 0              |
| 3  | Defensa        | Cristian González  | 1  | 64              | 0     | 0           | 0                  | 0                             | 0              |
| 4  | Defensa        | Mauricio Lemos     | 4  | 390             | 0     | 0           | 1                  | 0                             | 0              |
| 5  | Centrocampista | Nahitan Nández     | 4  | 390             | 0     | 0           | 1                  | 0                             | 0              |
| 6  | Centrocampista | Diego Poyet        | 4  | 248             | 0     | 0           | 0                  | 0                             | 0              |
| 7  | Centrocampista | Facundo Castro     | 4  | 307             | 0     | 1           | 1                  | 0                             | 0              |
| 8  | Centrocampista | Mauro Arambarri    | 4  | 292             | 0     | 0           | 1                  | 0                             | 0              |
| 9  | Delantero      | Jaime Báez         | 3  | 151             | 0     | 0           | 0                  | 0                             | 0              |
| 10 | Centrocampista | Gastón Pereiro     | 4  | 306             | 1     | 0           | 1                  | 0                             | 0              |
| 11 | Delantero      | Franco Acosta      | 4  | 300             | 1     | 0           | 1                  | 0                             | 0              |
| 13 | Defensa        | Marcelo Saracchi   | 1  | 26              | 0     | 0           | 0                  | 0                             | 0              |
| 14 | Defensa        | Enrique Etcheverry | 0  | 0               | 0     | 0           | 0                  | 0                             | 0              |
| 15 | Delantero      | Kevin Méndez       | 2  | 116             | 0     | 0           | 0                  | 0                             | 0              |
| 16 | Centrocampista | Ramiro Guerra      | 1  | 90              | 0     | 1           | 0                  | 0                             | 0              |
| 17 | Defensa        | Mathías Suárez     | 4  | 390             | 1     | 0           | 0                  | 0                             | 0              |
| 18 | Defensa        | Guillermo Cotugno  | 4  | 390             | 0     | 0           | 0                  | 0                             | 0              |
| 19 | Defensa        | Erick Cabaco       | 3  | 300             | 0     | 0           | 1                  | 1                             | 0              |
| 20 | Delantero      | Rodrigo Amaral     | 4  | 140             | 0     | 0           | 1                  | 0                             | 0              |